# Mathilde van Boulogne (1210)
Mathilde van Boulogne (1161/1165 – Leuven, 16 oktober 1210) (ook wel bekend als Machteld van Boulogne, Mathilde van de Elzas of Mathilde van Lotharingen) was gehuwd met Hendrik I van Brabant, de hertog van Brabant, vóór 30 maart 1180.
Mathilde was een dochter van Maria van Engeland, gravin van Boulogne (Marie de Blois) en Mattheüs I van de Elzas, door huwelijk graaf van Boulogne (Matthias I). Ze werd begraven in de Sint-Pieterskerk te Leuven.
Mathilde en Hendrik kregen de volgende kinderen:
- Maria van Brabant (-1260), gehuwd met keizer Otto IV en daarna met Willem I van Holland
- Margaretha van Brabant (ovl. 1231), begraven in de abdij van Roermond, gehuwd met Gerard III van Gelre
- Adelheid van Brabant
- Machteld
- Hendrik II van Brabant
- Godfried van Leuven-Gaasbeek

## Voorouders
| Voorouders van Mathilde van Boulogne | Voorouders van Mathilde van Boulogne                                             | Voorouders van Mathilde van Boulogne                                             | Voorouders van Mathilde van Boulogne                                      | Voorouders van Mathilde van Boulogne                                      | Voorouders van Mathilde van Boulogne                                       | Voorouders van Mathilde van Boulogne                                       | Voorouders van Mathilde van Boulogne                                       | Voorouders van Mathilde van Boulogne                                       |
| ------------------------------------ | -------------------------------------------------------------------------------- | -------------------------------------------------------------------------------- | ------------------------------------------------------------------------- | ------------------------------------------------------------------------- | -------------------------------------------------------------------------- | -------------------------------------------------------------------------- | -------------------------------------------------------------------------- | -------------------------------------------------------------------------- |
| Overgrootouders                      | Diederik II van Lotharingen (±1050-1115) ∞ Gertrudis van Vlaanderen (±1070-1117) | Diederik II van Lotharingen (±1050-1115) ∞ Gertrudis van Vlaanderen (±1070-1117) | Fulco V van Anjou (1091-1143) ∞ Ermengarde van Maine (1096–1126)          | Fulco V van Anjou (1091-1143) ∞ Ermengarde van Maine (1096–1126)          | Stefanus II van Blois (±1045–1102) ∞ 1080 Adela van Engeland (1062-1137)   | Stefanus II van Blois (±1045–1102) ∞ 1080 Adela van Engeland (1062-1137)   | Eustaas III van Boulogne (±1058–na 1125) ∞ Maria van Schotland (1082-1116) | Eustaas III van Boulogne (±1058–na 1125) ∞ Maria van Schotland (1082-1116) |
| Grootouders                          | Diederik van de Elzas (±1100-1168) ∞ 1139 Sybille van Anjou (±1116-1165)         | Diederik van de Elzas (±1100-1168) ∞ 1139 Sybille van Anjou (±1116-1165)         | Diederik van de Elzas (±1100-1168) ∞ 1139 Sybille van Anjou (±1116-1165)  | Diederik van de Elzas (±1100-1168) ∞ 1139 Sybille van Anjou (±1116-1165)  | Stefanus van Engeland (1096-1154) ∞ 1080 Mathilde van Boulogne (1105-1152) | Stefanus van Engeland (1096-1154) ∞ 1080 Mathilde van Boulogne (1105-1152) | Stefanus van Engeland (1096-1154) ∞ 1080 Mathilde van Boulogne (1105-1152) | Stefanus van Engeland (1096-1154) ∞ 1080 Mathilde van Boulogne (1105-1152) |
| Ouders                               | Mattheüs I van de Elzas (1138-1173) ∞ 1160 Maria van Boulogne (1136-1182)        | Mattheüs I van de Elzas (1138-1173) ∞ 1160 Maria van Boulogne (1136-1182)        | Mattheüs I van de Elzas (1138-1173) ∞ 1160 Maria van Boulogne (1136-1182) | Mattheüs I van de Elzas (1138-1173) ∞ 1160 Maria van Boulogne (1136-1182) | Mattheüs I van de Elzas (1138-1173) ∞ 1160 Maria van Boulogne (1136-1182)  | Mattheüs I van de Elzas (1138-1173) ∞ 1160 Maria van Boulogne (1136-1182)  | Mattheüs I van de Elzas (1138-1173) ∞ 1160 Maria van Boulogne (1136-1182)  | Mattheüs I van de Elzas (1138-1173) ∞ 1160 Maria van Boulogne (1136-1182)  |
| Mathilde van Boulogne (1161-1210)    |                                                                                  |                                                                                  |                                                                           |                                                                           |                                                                            |                                                                            |                                                                            |                                                                            |